# یواس‌بی زنده

یک یواس‌بی زنده از اوبونتو، در حال اجرا کردن فایرفاکس، اوپن‌آفیس.ارگ و ناتیلوس

یواس‌بی زنده (به انگلیسی: Live USB) یک یواس‌بی فلش درایو یا یک دیسک سخت اکسترنال است که حاوی یک سیستم‌عامل کامل است که می‌توان رایانه را از طریق آن بوت کرد. یواس‌بی‌های زنده، ارتباط نزدیکی با دیسک‌های زنده دارند، با این تفاوت که گاهی ، می‌توان تنظیمات انجام شده بر روی سیستم را به صورت دائمی بر روی آنها ذخیره کرد یا اینکه نرم‌افزاری را به شکل دائمی بر روی سیستم‌عامل نصب کرد، برخلاف دیسک زنده که یک رسانه فقط-خواندنی است و چنین امکانی را فراهم نمی‌کند. همانند دیسک‌های زنده، یواس‌بی‌های زنده را هم می‌توان برای مدیریت کردن سیستم، بازگردانی اطلاعات و تعمیر سیستم، یا برای آزمایش کردن یک سیستم‌عامل جدید، بدون نیاز به نصب آن بر روی هارد دیسک و دیگر اهداف، مورد استفاده قرار داد. بسیاری از سیستم‌عامل‌ها نظیر مک اواس ۹، مک اواس ده، ویندوز اکس‌پی امبدد، سیستم‌عامل‌های خانواده بی‌اس‌دی و بسیاری از توزیع‌های لینوکس را می‌توان از روی یواس‌بی زنده هم اجرا کرد.